# 木村敦
木村 敦（きむら あつし、1963年5月21日 - ）は日本のロックミュージシャン、音楽プロデューサーである。アイリッシュなロックを得意とし、ギターヴォーカル、詩曲、時にはベースを担当する。血液型はAB型、好んで使うギターはテレキャスター。

## 略歴
- 東京都葛飾区に下町の気風を持つ棟梁の長男として生まれる。小学生の頃から近所の兄貴分たちに洋楽ロックを叩き込まれ、浅草のライヴハウスなどでテクノやパンクのバンドを観て育った。地元の都立高校を卒業後、建築デザイナーをめざし日本デザイン専門学校に入学するもそりが合わず退学。宙ぶらりんの日々を送っていたところを綾瀬の喫茶店「ボラボラ島」のマスター五十嵐利昌が将来を心配して、南青山の番組制作会社（株）秦スタジオのつてを紹介する。そのため、19歳の頃から期せずしてラジオ番組ディレクターを務めるようになった。ちなみに当時秦スタジオは小さい制作会社ながら大手レコード会社の重要なキャンペーンの場所であり、ボラボラ島の常連が3人もディレクターをやっていた。
- しかし本人は生来のロック魂がおさまらず上司に内緒でバンド活動を行っていたところ、次第に音楽が本懐となっていった。1983年より中学の頃からの友人である中原浩（ドラム）と共に「Panic Button」（パニックボタン）を結成、ブリティッシュ、アイリッシュロック、北欧のサウンド等に影響されたオリジナル曲を創出して、以後このバンドが彼の音楽性を決定づけた。
- 1990年秦スタジオを退社。父親の建築会社を継いで経営者になると共にロックミュージシャンとして活動する事を選択する。秦スタジオで知った蟠龍寺スタジオでのレコーディングの傍ら、浅草「リエゾン」を本拠地に高円寺「Show Boat」、吉祥寺「Be Point」、渋谷「TAKE OFF 7」などでライブ活動、渋谷「eggman」恒例の「John Lennon Forever」には毎年レギュラーで出演するほどであった。
- しかし1997年頃、守りのロックへ向かうことにいたたまれずPanic Button解散。通過儀礼のように結成したのは同メンバーを中心とするアイリッシュ・ロックへのオマージュ「LENS」であった。LENSは実験的な映像や写真によりネット上の活動を主としたバンドで、日経BP社や祥伝社のパソコン雑誌[1]で一時的な話題となったもののオルタナティヴなステージングは完成を見ぬままに解散した。
- 2000年音楽プロデュースユニット「コペルニクス」を結成。ヴェンタインレーベルの名付け親になると同時に音楽プロデューサーとして手腕を発揮。またPanic ButtonとLENSでベースを務めた新山勝弘と共に全米MP3.comに参加、ネットでの音楽配信を積極的に行なったことでJ-pop部門やHolidayチャートでNO.1となることもあった。
- やがてスタジオに出入りしていた新井満のサウンドプロデュースを担当するようになりCD「千の風になって」のサウンドプロデューサーをつとめる　この事が後日百万枚のヒットを生み出すきっかけとなり彼の音楽家としての確固たる礎となった[2]。さらにラジオ番組ディレクターの経歴を生かして数々のネットラジオ番組を制作進行している。
- 2008年ステージで体調を崩し「膵癌」と誤診され一時的に引きこもりギターのモデファイ（改造）に走っていた。2009年にNHKの鉄道番組の音楽担当をきっかけに「The C-52's」結成。名付け親は番組プロデューサーであるが、これはアメリカのバンドThe B-52'sと幻の蒸気機関車C52のもじりである。
- 2012年、元ふきのとうの山木康世の新しいCD制作にたずさわり、その流れでコンサートのサポートメンバーを務めた。
- 現在はロックミュージシャンとしての活動とサウンドデザインを主とする。また自己のヴォーカリストの経験を生かしたディレクションの感性に、シンガーたちからも大きな信頼を持たれている[3]。

## ディスコグラフィー

### CD（アルバム）
- 「Push My . . .」Panic Button（1986）
- 「Grass and GO」Panic Button（1988）
- 「Color ONION」Panic Button（1993）
- 「緑の椅子」Panic Button（1995）
- 「バンド•クロニクル」Panic Button（1998）
- 「レンズゲリラ」LENS（2000）
- 「ゴースト•マスターズ」Panic Button（2004）
- 「あの娘はマーマレイド」Paella brothers（2009）

## ラジオ番組制作
- 「ビートルズ•ソングブック」DJ：広田龍人（リボルバー）FM大阪/FM広島/FM長崎
- 「BOYS STATION」DJ：川島なお美　FM横浜
- 「児島由美の一口ジョッキー」DJ：児島由美　福井放送
- 「キューピー スーベニールノート」DJ：カルメン　FM大阪
- 「森川美穂のこんなもんか」DJ：森川美穂　FM大阪
- 「もう一つのポップス」DJ：堀内賢雄　西日本放送/四国放送

## ネットラジオ番組
- 「MELO-POM RADIO」DJ：KANAN (MUZIE)
- 「Watch Towerの何だっけ！？」DJ：鵜飼豪（Watch Tower）
- 「MUSE A GO-GO」TAKESHI the rendes-vous & KANAN
- 「新井満のマンダーランドへようこそ」出演：新井満
- 「KUNIKOのマイクラシックス」出演：福島邦子
- 「ECN学園・放課後はこれからだ」出演：コペルニクス等

## TV出演
- MX-TV「Tokyo Boy」2002.1.20
- NHK総合「SONGS」2007.12
- NHK-総合「エコ地球2008」2008.5.3
- NHK-BS2「街道てくてく旅〜四国八十八か所を行く」2008.10.24
- NHK-BS2「渋谷DEど〜も」2009.5.2
- NHK-BS1「特集にっぽん木造駅舎の旅」2009.8.15
- NHKワンセグ2「鉄道フェスティバル〜関口知宏 旅を語る」2009.10.10
- テレビ朝日「ワイド！スクランブル」〜人間一滴〜 2010.3.10
- NHK-BS1「Japan Railway Journal」2015.4.18

## 楽曲提供
- 真形テルコ 「絆の時代」（NHK「街道てくてく旅〜山陽道」エンディングテーマ歌）
- 雅月「旅の夢」[4]（NHK「街道てくてく旅〜四国八十八か所を行く」テーマ歌）
- 田口ユリ「ウォーキング・ガール」（NHK「街道てくてく旅〜日光・奥州街道編」エンディングテーマ歌）
- 森田学「GONE MUSIC GONE」